# Medusafissurella chemnitzii
Medusafissurella chemnitzii is een slakkensoort uit de familie van de Fissurellidae. De wetenschappelijke naam van de soort is voor het eerst geldig gepubliceerd in 1835 door Sowerby.